# スターボード艇優先の原則

画像右側が風上

スターボード艇優先の原則（スターボードていゆうせんのげんそく）とは、二隻の帆船が互いに接近し、衝突するおそれがあり、二隻の帆船の風を受ける舷が異なるとき、左舷に風を受ける帆船は、右舷に風を受ける帆船の進路を避けなければならないとする原則である。
判り易く言えば「進行方向の左側にある船に対しては、こちらに優先権があるので直進して良い」・「進行方向の右側にある船に対しては、こちらが避けろ」という事である。

## 概要

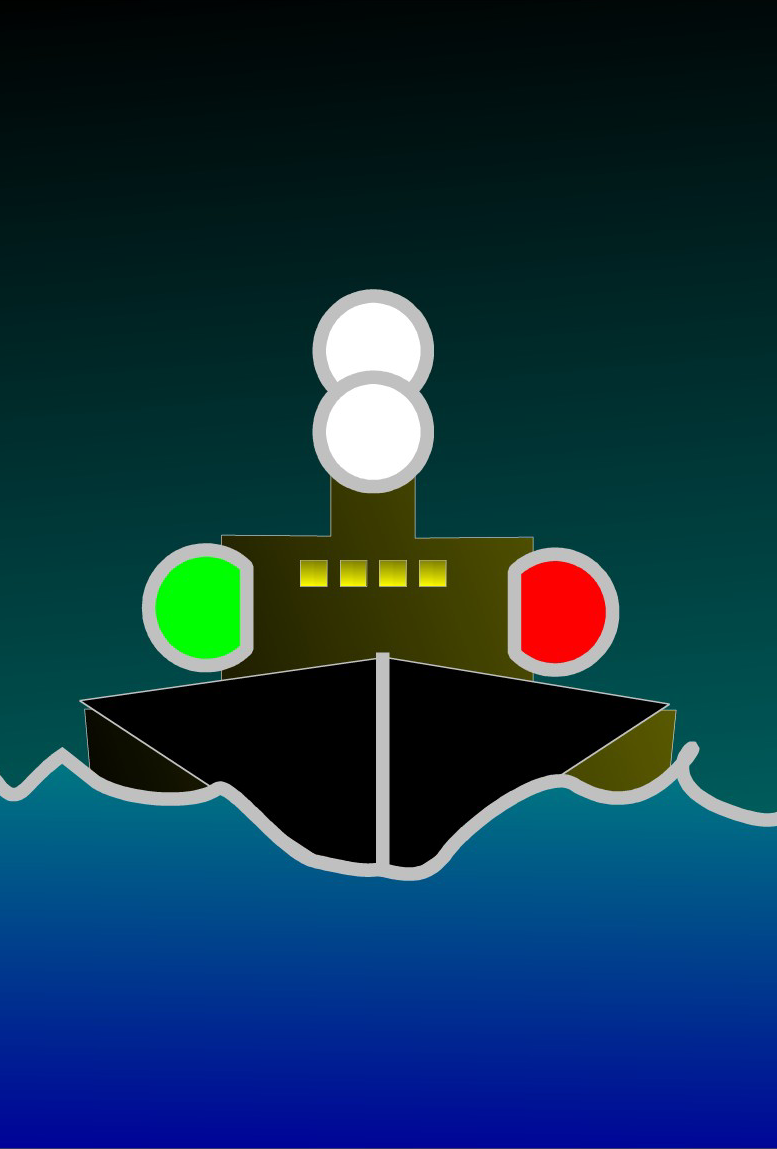
船を正面から見たときの舷灯（ブーフランプ、紅灯・緑灯）とマスト灯（白色灯）

紅灯・緑灯がそれぞれ視認される範囲。回避船からは紅灯が見える。

右舷にステアリングボードを装備していた時代、左舷に風を受けて走行している場合に較べ、右舷に風を受けて走行している帆船は、船体を左に傾斜した常態で進行し、ステアリングボードは機能しづらい状況となる。したがって、左舷に風を受けて走行している帆船のほうが、より衝突を回避する能力の高い状況にあることになるため、右舷に風を受ける帆船の進路を避けることとされたことが起源とされる。
大航海時代に由来するこの原則は、海上における衝突予防を目的とする国際条約である海上における衝突の予防のための国際規則に関する条約（COLREG条約）に規定され、海上衝突予防法として継承されている。
左舷側には紅灯、右舷側には緑灯の装備が法定されているのは、紅灯が視界にある船舶は回避義務があり、緑灯が視界にあるスターボード艇が優先であることに由来する。
帆船に由来する原則であるが、動力船の衝突予防にも適用される。帆船のなかでも特にセーリング競技においては、競技の性質上適用されることの多い重要なルールの一つである。
この法律により、海上では全世界共通で右側通行となっている。

## 用語

### スターボード艇
この原則にいうスターボード艇とは、スターボードサイド（右舷）に風を受ける船舶のことである。

### 右舷
右舷とは、船体において船尾から船首に向かって右側の端であり、スターボードサイド(starboard side)とも言う。スターボード(starboard)とは、ステアリングボード(steering board)すなわち舵取り板のことであり、舵取り板を右舷船尾に装備していた時代から現代に由来した呼称である。
このため船長が操舵員を兼ねる小型帆船では右側に座った方が都合が良いため、船長はブリッジの右寄りの席となっている。

### 左舷
左舷とは、船体において船尾から船首に向かって左側の端であり、ポートサイド(port side)とも言う。港に係留する際、舵取り板が装備された右舷側は陸付けに適さなかったことから、左舷側をもって係留したことに由来する。

## 航空機

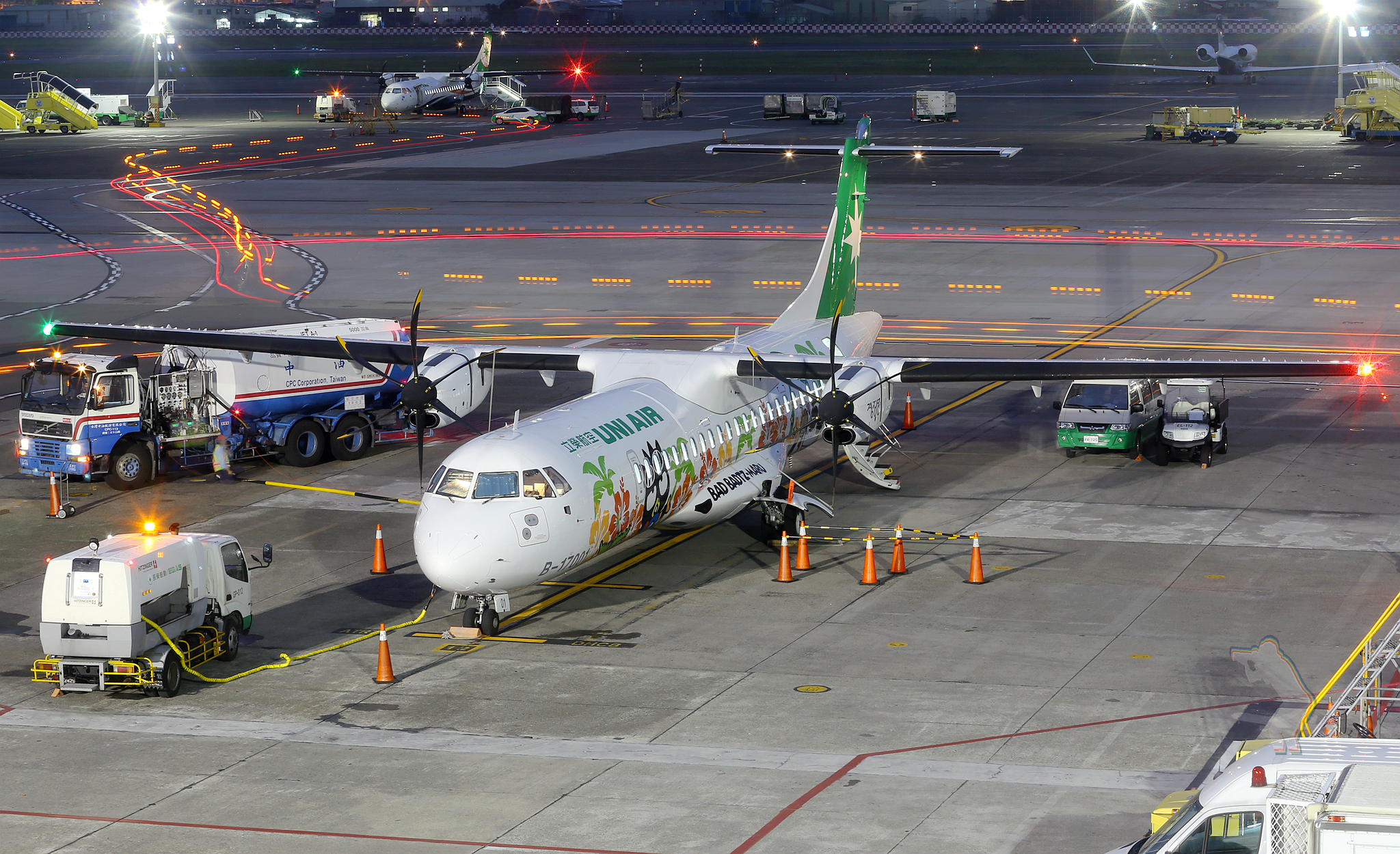
正面から見たATR 72の航空灯

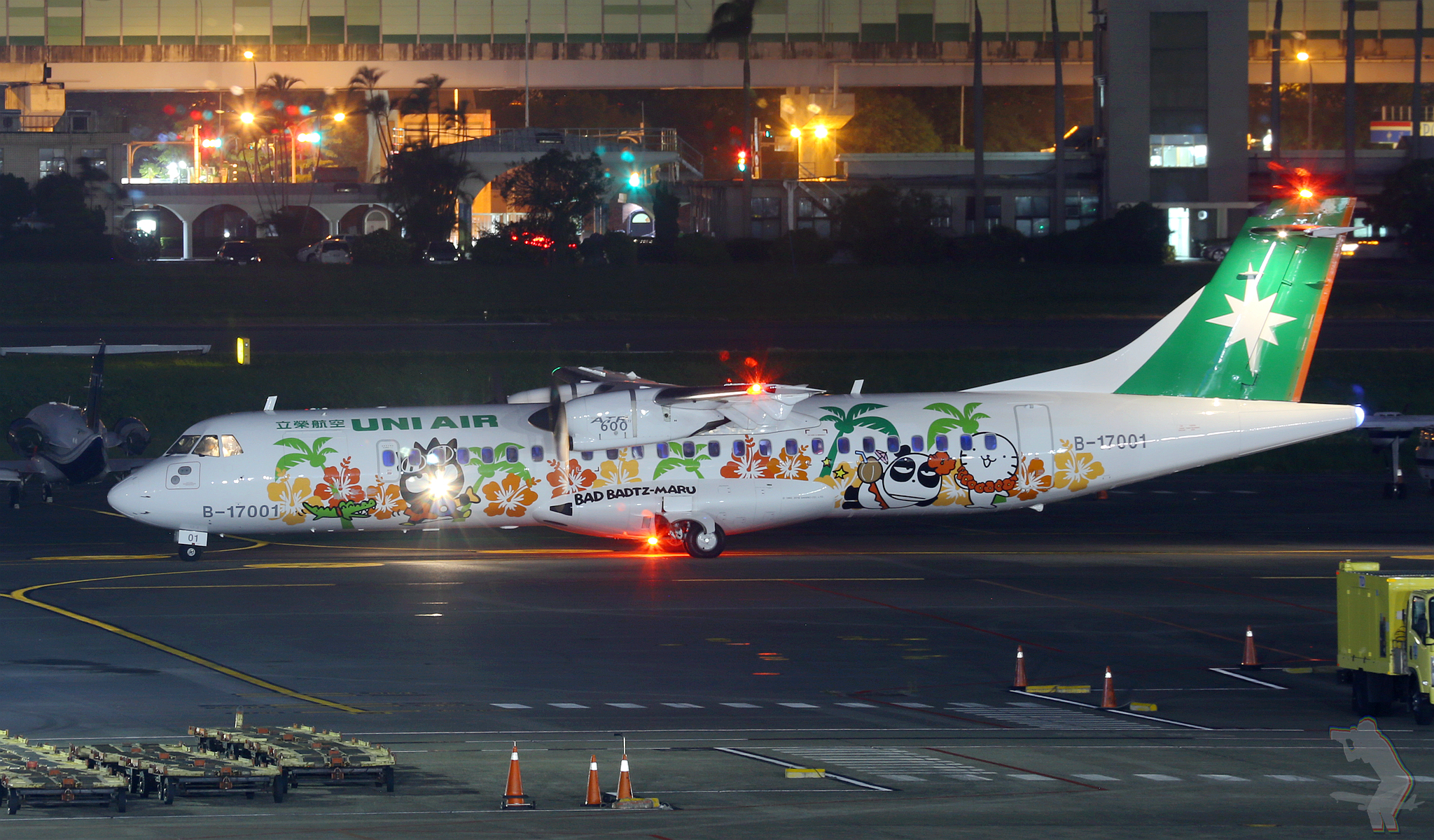
左側から見たATR 72の航空灯

航空機にとって帆船のルールは科学的意味をなさないが、航空法は船舶の法律を元に策定されているため、空中では海上と類似したルールが適用されており、右側通行である。
航空機には進行方向と位置を表示する位置灯の装備が法定されている。左翼端に赤灯、右翼端に緑灯、垂直尾翼端に白灯を装備する。また上下にも衝突防止灯として赤色の閃光灯が装備されており、船舶と同じく赤灯が視界にある側に回避義務がある。
なお法律で規定されていないが、飛行機の機長はすれ違う際に相手がよく見える左側の席に座る（ヘリコプターでは右）。